# Герб Компаніївського району
Герб Компані́ївського райо́ну — один з офіційних символів однойменного району Кіровоградської області. Затверджений рішенням XII сесії Компаніївської районної ради XXIV скликання від 20 травня 2004 року № 264. 
Автори проекту — В. Кривенко, К. Шляховий

## Опис
|  | два срібні козацькі списи із синіми зі срібною лиштвою значками ділять у перекинуту крокву щит на червону та дві зелені частини, у червоному полі — золотий орел-змієЇд у польоті. |

## Символіка герба
Срібні списи в гербі та синя з білою облямівкою ламана смуга в прапорі символізують одночасно козацьку славу минувшини краю та дві найбільші річки району — Інгул і Сугоклею Комишувату, які зливаються на півдні. Золотий орел-змієїд представляє рідкісного птаха, який зберігся в природному ареалі району, а також символізує силу добра в його віковічній боротьбі зі злом.
Червоно-зелена колористика символіки вибрана на згадку про легендарних засновників Компаніївщини — колишніх козаків-компанійців, які носили зелені черкески з червоними вилогами та червоні жупани.
Компаніївщина не входила до складу створених військових поселень Нової Сербії і до самої ліквідації Нової Січі (1775 р.) була територією Війська Запорозького. Компанійські полки складали гетьманську легку кавалерію, що несла сторожову та розвідувальну службу на північному та західному кордонах.